# Cortodera
Cortodera es un género de coleópteros crisomeloideos de la familia Cerambycidae. Se distribuyen por el paleártico y neártico.

## Especies
Se reconocen las siguientes:
- Cortodera alpina (Ménétriés, 1832)
- Cortodera alpina armeniaca Pic, 1898
- Cortodera alpina baksaniensis Danilevsky, 2014
- Cortodera alpina fischtensis Starck, 1894
- Cortodera alpina gudissensis Danilevsky, 2013
- Cortodera alpina matusiaki Danilevsky, 2014
- Cortodera alpina psebayensis Danilevsky, 2014
- Cortodera alpina rosinae Pic, 1902
- Cortodera alpina rosti Pic, 1892
- Cortodera alpina starcki Reitter, 1888
- Cortodera alpina svanorum Danilevsky, 2014
- Cortodera alpina tatvanensis Danilevsky, 2015
- Cortodera alpina umbripennis Reitter, 1890
- Cortodera alpina xanthoptera Pic, 1898
- Cortodera alpina zekarensis Danilevsky, 2014
- Cortodera amanusensis Danilevsky, 2016
- Cortodera analis (Gebler, 1830)
- Cortodera atra (Tamanuki, 1943)
- Cortodera baltea Holzschuh, 2003
- Cortodera bamiyana Danilevsky, 2014
- Cortodera barri Linsley & Chemsak, 1972
- Cortodera bivittata Linsley & Chemsak, 1972
- Cortodera cartinii Rapuzzi & Sama, 2018
- Cortodera ciliata Danilevsky, 2001
- Cortodera ciliata milaenderi Danilevsky, 2001
- Cortodera ciliata sakmarensis Danilevsky, 2006
- Cortodera cirsii Holzschuh, 1975
- Cortodera colchica aestiva Sama & Rapuzzi, 1999
- Cortodera colchica aishkha Danilevsky, 2014
- Cortodera colchica aksarayensis Özdikmen & Özbek, 2012
- Cortodera colchica bulungensis Danilevsky, 2014
- Cortodera colchica danczenkoi Danilevsky, 1987
- Cortodera colchica deyrollei Pic, 1894
- Cortodera colchica dilizhanica Danilevsky, 2014
- Cortodera colchica erevanica Danilevsky, 2014
- Cortodera colchica erzurumensis Danilevsky, 2015
- Cortodera colchica kalashiani Danilevsky, 2000
- Cortodera colchica libanensis Danilevsky, 2017
- Cortodera colchica murzini Danilevsky, 2014
- Cortodera colchica ossetica Danilevsky, 2014
- Cortodera colchica ponomarenkoi Danilevsky, 2014
- Cortodera colchica porsukensis Danilevsky, 2015
- Cortodera colchica pseudalpina Plavilstshikov, 1936
- Cortodera colchica Reitter, 1890
- Cortodera colchica serowensis Danilevsky & Hodek, 2021
- Cortodera coniferae Hopping & Hopping, 1947
- Cortodera cubitalis (LeConte, 1861)
- Cortodera differens magdae Danilevsky, 2012
- Cortodera differens Pic, 1898
- Cortodera discolor ankarensis Danilevsky, 2015
- Cortodera discolor bitlisiensis Danilevsky, 2015
- Cortodera discolor Fairmaire, 1866
- Cortodera discolor gumushanensis Danilevsky, 2015
- Cortodera falsa (LeConte, 1859)
- Cortodera farsensis Danilevsky, 2014
- Cortodera femorata (Fabricius, 1787)
- Cortodera ferrea Linsley & Chemsak, 1972
- Cortodera flavimana (Waltl, 1838)
- Cortodera flavimana angorensis Danilevsky, 2015
- Cortodera flavimana corallipes Pesarini & Sabbadini, 2009
- Cortodera flavimana inonuensis Danilevsky, 2015
- Cortodera flavimana karsensis Danilevsky, 2015
- Cortodera flavimana oezdikmeni Danilevsky, 2015
- Cortodera flavimana rufipes (Kraatz, 1876)
- Cortodera flavimana schurmanni Sama, 1997
- Cortodera flavimana sergeyi Danilevsky, 2015
- Cortodera flavimana sultanensis Danilevsky, 2015
- Cortodera flavimana torosensis Danilevsky, 2015
- Cortodera flavimana zoiai Pesarini & Sabbadini, 2009
- Cortodera fraudis Linsley & Chemsak, 1972
- Cortodera funerea Linsley & Chemsak, 1972
- Cortodera goriensis Danilevsky & Hodek, 2016
- Cortodera hodeki Danilevsky, 2018
- Cortodera holosericea (Fabricius, 1801)
- Cortodera holosericea pseudoholosericea Rapuzzi & Sama, 2018
- Cortodera holosericea velutina Heyden, 1876
- Cortodera hroni Danilevsky, 2012
- Cortodera humeralis (Schaller, 1783)
- Cortodera humeralis aspromontana Müller, 1949
- Cortodera humeralis moreensis Danilevsky, 2015
- Cortodera impunctata Hopping & Hopping, 1947
- Cortodera imrasanica Sama & Rapuzzi, 1999
- Cortodera ivanovi Danilevsky, 2013
- Cortodera kadleci Danilevsky, 2015
- Cortodera kaphanica Danilevsky, 1985
- Cortodera kareli Danilevsky, 2018
- Cortodera kazaryani Danilevsky, 2014
- Cortodera khatchikovi Danilevsky, 2001
- Cortodera kiesenwetteri gusakovi Danilevsky, 2013
- Cortodera kiesenwetteri Pic, 1898
- Cortodera kiesenwetteri subtruncata Pic, 1934
- Cortodera kochi Pic, 1935
- Cortodera kokpektensis Danilevsky, 2007
- Cortodera komarovi Danilevsky, 1996
- Cortodera komarovi romantzovi Danilevsky, 2013
- Cortodera komarovi sarysuensis Danilevsky, 2013
- Cortodera komarovi solodovnikovi Danilevsky, 2013
- Cortodera kukinae Danilevsky & Skrylnik, 2021
- Cortodera longicornis (Kirby, 1837)
- Cortodera longipilis Pic, 1898
- Cortodera lowlakanensis Danilevsky, 2018
- Cortodera metallica Holzschuh, 2003
- Cortodera militaris (LeConte, 1850)
- Cortodera militaris constans Linsley & Chemsak, 1972
- Cortodera militaris variipes (Casey, 1891)
- Cortodera napolovi Danilevsky, 2015
- Cortodera neali Danilevsky, 2004
- Cortodera nitidipennis (Casey, 1913)
- Cortodera obscurans Pic, 1892
- Cortodera omophloides Holzschuh, 1975
- Cortodera placerensis Hopping & Hopping, 1947
- Cortodera pseudomophlus Reitter, 1889
- Cortodera pumila crataegi Holzschuh, 1986
- Cortodera pumila Ganglbauer, 1882
- Cortodera pumila meltemae Özdikmen, Mercan & Cihan, 2012
- Cortodera pumila sarigolensis Danilevsky, 2016
- Cortodera pumila tournieri Pic, 1895
- Cortodera ranunculi Holzschuh, 1975
- Cortodera reitteri Pic, 1891
- Cortodera reitteri taurica Plavilstshikov, 1936
- Cortodera robusta Hopping & Hopping, 1947
- Cortodera rubenyani Danilevsky, 2018
- Cortodera rubripennis Pic, 1891
- Cortodera semilivida nigriptera Kasatkin, 2019
- Cortodera semilivida Pic, 1891
- Cortodera sibirica (Plavilstshikov, 1915)
- Cortodera sibirica shavrovi Danilevsky, 2001
- Cortodera simulatrix Holzschuh, 1975
- Cortodera spuria (LeConte, 1873)
- Cortodera stolida (Casey, 1924)
- Cortodera subpilosa (LeConte, 1850)
- syriaca didemae Özdikmen, 2016
- Cortodera syriaca nigroapicalis Holzschuh, 1981
- Cortodera syriaca Pic, 1901
- Cortodera takabensis Danilevsky, 2018
- Cortodera tatianae Miroshnikov, 2011
- Cortodera thorpi Linsley & Chemsak, 1972
- Cortodera tibialis (Marseul, 1876)
- Cortodera tibialis rossica Danilevsky, 2001
- Cortodera tibialis ruthena Plavilstshikov, 1936
- Cortodera transcaspica lobanovi Kazjutschits, 1988
- Cortodera transcaspica persica Plavilstshikov, 1936
- Cortodera transcaspica Plavilstshikov, 1936
- Cortodera tuberculicollis Linsley & Chemsak, 1972
- Cortodera turgaica Danilevsky, 2001
- Cortodera uniformis Holzschuh, 1975
- Cortodera ussuriensis Tsherepanov, 1978
- Cortodera vanduzeei Linsley & Chemsak, 1972
- Cortodera vicina Pic, 1914
- Cortodera villosa aktolagaica Miroshnikov, 2007
- Cortodera villosa chuvilini Danilevsky, 2011
- Cortodera villosa circassica Reitter, 1890
- Cortodera villosa Heyden, 1876
- Cortodera villosa kazakorum Danilevsky, 2014
- Cortodera villosa krasnobaevi Danilevsky, 2010
- Cortodera villosa kuvandykensis Danilevsky, 2011
- Cortodera villosa magdeevi Danilevsky, 2010
- Cortodera villosa major Miroshnikov, 2007
- Cortodera villosa mariae Danilevsky, 2010
- Cortodera villosa mikhailovi Danilevsky, 2001
- Cortodera villosa miroshnikovi Danilevsky, 2010
- Cortodera villosa nakhichevanica Miroshnikov, 2007
- Cortodera villosa parfentjevi Miroshnikov, 2007
- Cortodera villosa zhuravlevi Miroshnikov, 2007
- Cortodera wewalkai Holzschuh, 1995
- Cortodera wittmeri akshehirensis Danilevsky, 2015
- Cortodera wittmeri gevashensis Danilevsky, 2015
- Cortodera wittmeri Holzschuh, 1995
- Cortodera wittmeri malatyaensis Danilevsky, 2015
- Cortodera wittmeri sivasensis Danilevsky, 2015